# Colegio del Salvador (Buenos Aires)
El Colegio del Salvador es una institución educativa que se ubica en la Avenida Callao 542 de la ciudad de Buenos Aires. Fundado en 1868, tradicionalmente ofrecía educación exclusivamente para hombres en los niveles primario y secundario. A partir del año 2023, el colegio ha adoptado una política de admisión mixta, admitiendo tanto a estudiantes hombres como mujeres, pero comenzando por el nivel inicial.

Vista del Colegio del Salvador hacia fines del.

## Instalaciones e Iglesia del Salvador

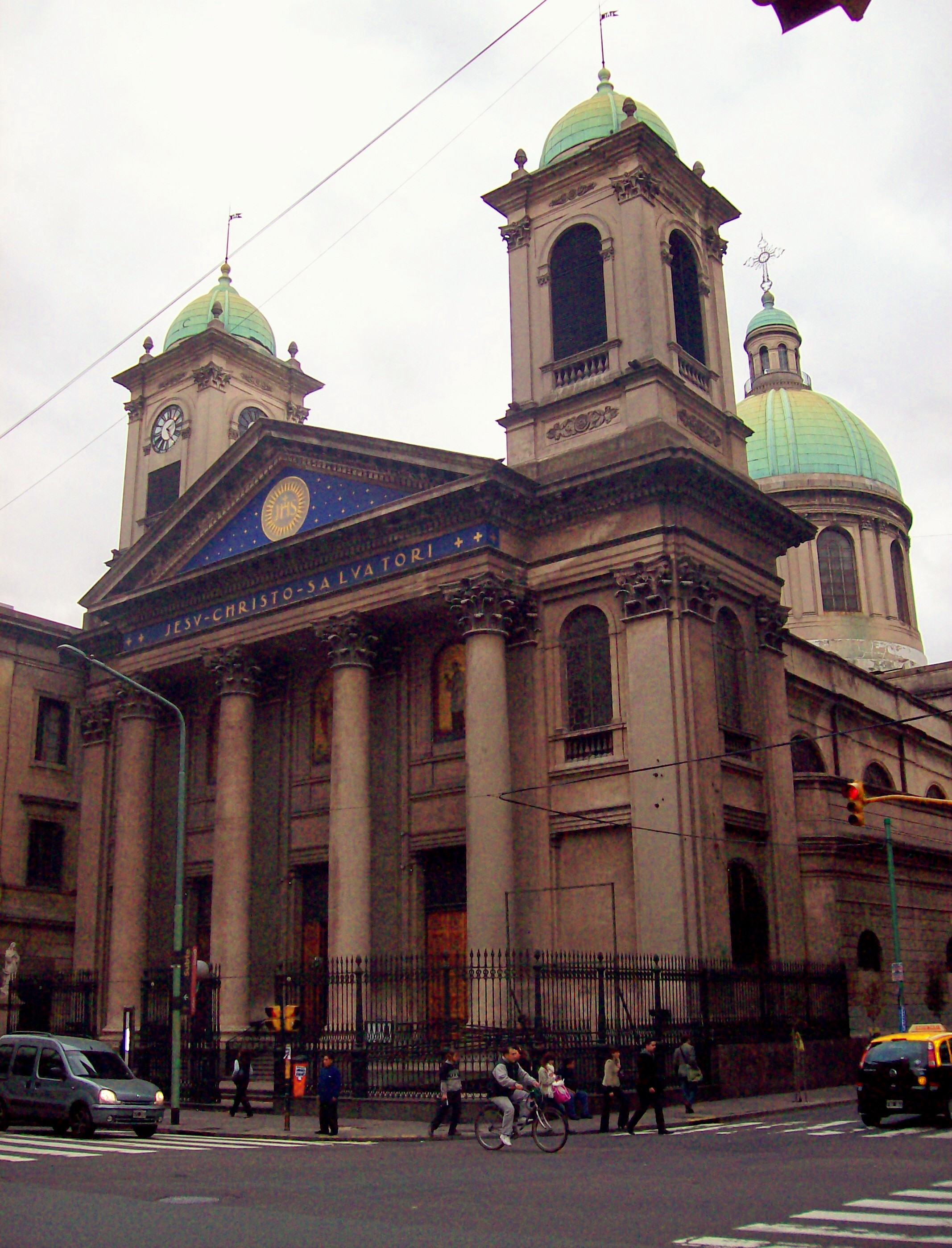
Iglesia del Salvador.

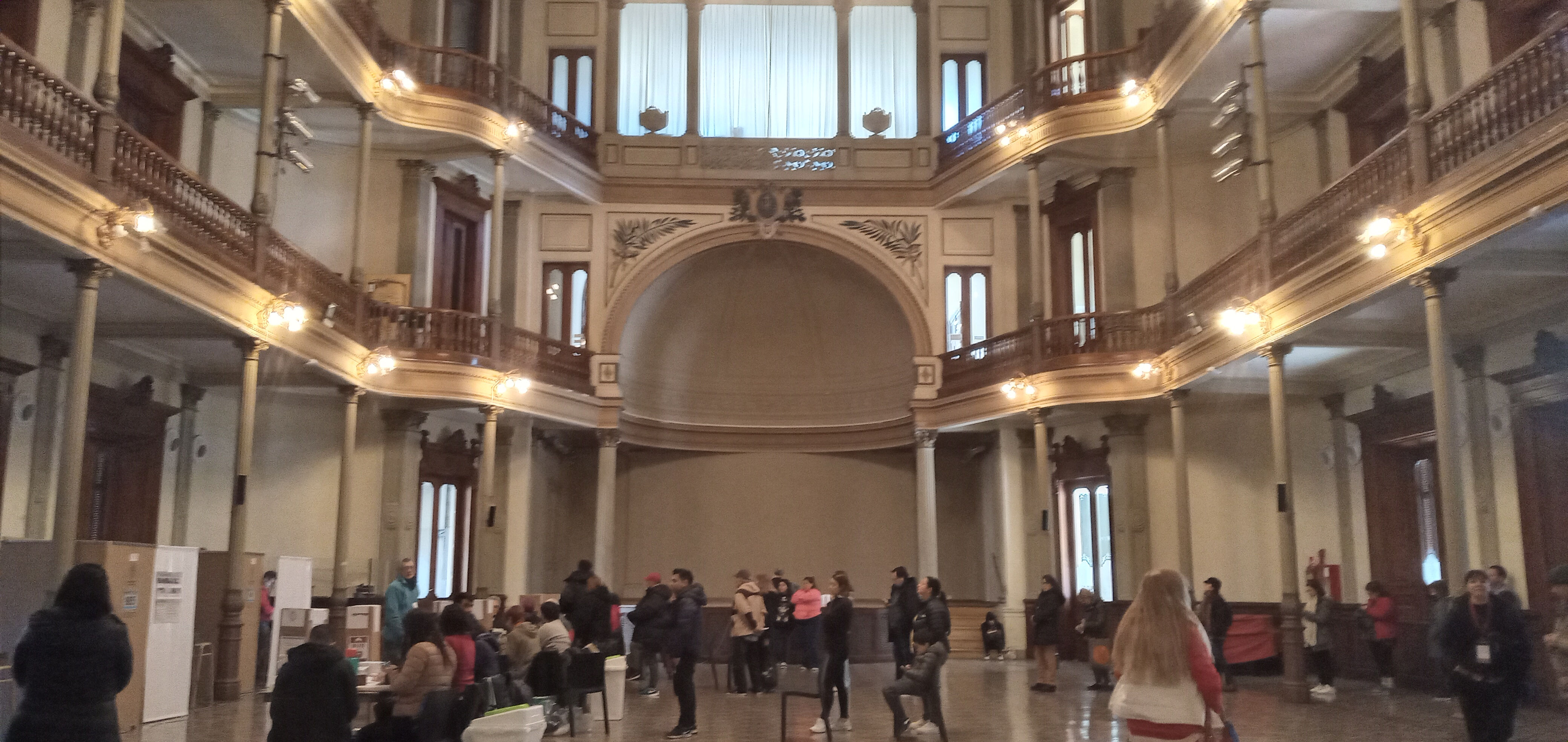
Salón de actos del colegio.

Su fachada es de estilo barroco francés, y alberga además la sede los jesuitas en Argentina y Uruguay. Por otra parte, se encuentra anexo al colegio, la Iglesia del Salvador. La Compañía comenzó la construcción del colegio y de la iglesia cuando pudieron regresar al país en 1856, ya que abandonaron las instalaciones originales que poseían desde 1617, en la época colonial, cuando fueron expulsados en 1776 por el rey Carlos III. Aquellas instalaciones eran el Colegio de San Ignacio, hoy Colegio Nacional de Buenos Aires, y la iglesia de San Ignacio.
La piedra fundamental fue colocada por el jesuita español José Sato y es obra del arquitecto Pedro Luzetti. Algunas familias destacadas de la época donaron dinero a tal efecto, como las familias Marcó del Pont y Lavallol. Del templo religioso se destacan las columnas de orden corintios, así como los numerosos detalles ornamentales y frescos alegóricos, los materiales, como los altares de bronce, fueron importados de Barcelona y Marsella. En la construcción se destacan dos torres, una de ellas con un reloj, fabricado por los hermanos franceses Prost, inaugurado en 1896, cuando la zona todavía era humilde y no existían relojes cercanos. En 2012 las campanas que indicaban la hora dejaron de sonar por un fallo judicial a causa de ruidos molestos denunciados por una vecina. Del edificio que es propiamente del colegio, se destaca su salón de actos.
El edificio fue incendiado de manera intencional por un grupo de anarquistas en 1875, que consideraba que la institución era el lugar de educación de la oligarquía argentina, en represalia por las represiones a obreros anarquistas por parte del Estado argentino. La institución es precursora de la Universidad del Salvador, también jesuita, que en un principio usó sus instalaciones.

## Personajes célebres
Entre su alumnado más notable se encuentran Juan José Llach, Julio César Saguier, Julio Humberto Grondona, Oscar Camilión, Guillermo Francos, Federico Leloir, Natalio Botana, Félix Luna, entre otros. Por otra parte, el papa Francisco se desempeñó como profesor en esta institución en la década de 1960, que además albergaba la sede de los jesuitas que se encontraban a su cargo.

## Denuncias de abusos
En julio del 2022 un grupo de exalumnos denunciaron que un tutor había abusado sexualmente de ellos cuando estaban en sexto grado del colegio. Se trataba del hermano César Fretes, quien trabajaba como tutor y acompañante espiritual de los alumnos.
A partir de la denuncia pública se conoció la historia de decenas de exalumnos que entre los años 1997 y 2003 fueron abusados por el mismo hermano y docente. Se cree que hay por lo menos 42 casos.
En el año 2001 un alumno denunció ante las autoridades del colegio al hermano Fretes, pero el rector de entonces, el padre Rafael Velasco desestimó la denuncia. Recién en el 2003 ante la denuncia de tres nuevas familias las autoridades del colegio decidieron trasladarlo secretamente a Mendoza donde la comunidad jesuita tiene un convento al lado del Colegio San Luis Gonzaga. En el año 2020 exalumnos volvieron a efectuar la denuncia ante Rafael Velasco, quien al 2022 se encuentra en el cargo de Provincial de los Jesuitas, y Andrés Aguerre,  quien cubrió el cargo de rector de la institución entre el 2004 y el 2010.
En respuesta a la publicidad de los hechos, el Colegio del Salvador emitió un comunicado reconociendo lo sucedido y haciendo su descargo.